# Jana Pittman
Jana Pittman-Rawlinson, née Jana Pittman le 9 novembre 1982 à Sydney, est une athlète australienne, spécialiste du 200 m et du 400 m haies. Elle pratique le bobsleigh depuis 2013.

## Carrière
Déjà championne du monde cadets en 1999, elle a été aussi championne du monde junior en 2000 sur 400 m haies. Aux Jeux olympiques d'été de 2000, chez elle, à Sydney, elle échoua en série.
Après ses médailles d'or sur 400 m haies et en relais 4 × 400 m aux Jeux du Commonwealth de 2002, elle devint championne du monde en 2003. Avec un temps de 53 s 22, elle restait à cinq centièmes de seconde du record d'Australie de Debbie Flintoff-King. Aux jeux d'Athènes, elle se classa cinquième.
En 2006, aux Jeux du Commonwealth, elle répéta sa performance des précédents jeux. Peu après, elle se maria avec le coureur de 400 m haies britannique Chris Rawlinson. Aux Championnats du monde de 2007, elle redevint championne du monde.
Jana Rawlinson a en compétition un poids de forme de 69 kg pour 1,81 m.
En 2013, Jana Rawlinson annonce son intention de participer en bobsleigh aux Jeux olympiques d'hiver de 2014 avec Astrid Radjenovic, également ancienne athlète. Elle termine au quatorzième rang de la compétition de bob à deux.

## Palmarès
| Date | Compétition                   | Lieu              | Résultat | Épreuve     | Temps         |
| ---- | ----------------------------- | ----------------- | -------- | ----------- | ------------- |
| 1999 | Championnats du monde cadets  | Bydgoszcz         | 7e       | 400 m       | 55 s 06       |
| 1999 | Championnats du monde cadets  | Bydgoszcz         | 1re      | 400 m haies | 57 s 87       |
| 2000 | Jeux olympiques d'été         | Sydney            | 5e       | 4 x 400 m   | 3 min 23 s 81 |
| 2000 | Championnats du monde juniors | Santiago du Chili | 1re      | 400 m       | 52 s 45       |
| 2000 | Championnats du monde juniors | Santiago du Chili | 1re      | 400 m haies | 56 s 27       |
| 2000 | Championnats du monde juniors | Santiago du Chili | 7e       | 4 x 400 m   | 3 min 38 s 66 |
| 2002 | Jeux du Commonwealth          | Manchester        | 1re      | 400 m haies | 54 s 40       |
| 2002 | Jeux du Commonwealth          | Manchester        | 1re      | 4 x 400 m   | 3 min 25 s 63 |
| 2002 | Coupe du monde des nations    | Madrid            | 3e       | 400 m haies | 55 s 15       |
| 2003 | Championnats du monde         | Paris             | 1re      | 400 m haies | 53 s 22       |
| 2004 | Jeux olympiques d'été         | Athènes           | 5e       | 400 m haies | 53 s 92       |
| 2006 | Jeux du Commonwealth          | Melbourne         | 1re      | 400 m haies | 53 s 82       |
| 2006 | Jeux du Commonwealth          | Melbourne         | 1re      | 4 x 400 m   | 3 min 28 s 66 |
| 2007 | Championnats du monde         | Osaka             | 1re      | 400 m haies | 53 s 31       |
| 2007 | Finale mondiale               | Stuttgart         | 2e       | 400 m haies | 54 s 19       |
| 2014 | Jeux olympiques d'hiver       | Sotchi            | 14e      | Bobsleigh   | 3 min 54 s 55 |

## Sources
1. ↑  (en) « Jana Pittman is happier, meatier and cooler in a bobsled », sur news.com.au

- (de) Cet article est partiellement ou en totalité issu de l’article de Wikipédia en allemand intitulé « Jana Pittman » (voir la liste des auteurs).